# Andy Kellegher
Andy Kellegher (...) è un attore irlandese.

## Carriera
Andy Kellegher è principalmente attivo in teatro e ha collaborato con registi come Garry Hynes e Andrew Flynn e in varie produzioni per Gonzo Theatre, Fringe e Decadent Theatre. È apparso anche in numerosi progetti cinematografici irlandesi come Parked (2010), A Nightingale Falling (2014) e The Hit Producer (2015).
Tra i suoi principali ruoli per la televisione si ricordano quello di Polliver nella serie HBO Il Trono di Spade (Game of Thrones) e Brendan "Beady" Burke nella soap opera irlandese Red Rock.
Nel 2015 ottiene un buon successo di critica per la sua interpretazione nel dramma Shibboleth, diretto da Stacey Gregg e rappresentato al Peacock Theatre di Dublino.

## Filmografia

### Cinema
- Parked, regia di Darragh Byrne (2010)
- A Nightingale Falling, regia di Garret Daly e Martina McGlynn (2014)
- The Hit Producer, regia di Kevin de la Isla O'Neill (2015)
- Pursuit, regia di Paul Mercier (2015)
- Il segreto, regia di Jim Sheridan (2016)
- Maze, regia di Stephen Burke (2017)
- Aisha, regia di Frank Berry (2022)
- The Clean Up Crew, regia di Jon Keeyes (2024)
- Bonhoeffer, regia di Todd Komarnicki (2024)

### Televisione
- Single-Handed – serie TV, 2 episodi (2008)
- L'ispettore Gently (Inspector George Gently) – serie TV, 1 episodio (2009)
- Síol – serie TV, 1 episodi (2010)
- I Tudors (The Tudors) – serie TV, 1 episodio (2010)
- Il Trono di Spade (Game of Thrones) – serie TV, episodi 2×3-4.4×1. (2012-2014)
- Ripper Street – serie TV, 1 episodio (2013)
- Vikings – serie TV, 1 episodio (2013)
- Quirke – serie TV, 1 episodio (2014)
- Red Rock – serie TV, 22 episodi (2015-2016)
- Line of Duty – serie TV, 1 episodio (2017)
- Red Election – serie TV, 1 episodio (2021)
- Fate: The Winx Saga – serie TV, 1 episodio (2022)
- The Vanishing Triangle – serie TV, 1 episodio (2022)
- Sherlock & Daughter – serie TV, 2 episodi (2025)

## Teatro
- The Well of the Saints, regia di Garry Hynes[1]
- The Playboy of the Western World, regia di Garry Hynes[1]
- The Lieutenant of Inishmore, regia di Andrew Flynn
- Country Music, regia di Andrew Flynn[1]
- The Good Thief, regia di Andrew Flynn[1]
- Translations, regia di Andrew Flynn (Town Hall Theatre, Galway)[1]
- Juno and the Peacock, regia di Andrew Flynn (Cork Opera House)[1]
- Here We Are Again Still, regia di Andrew Flynn[1]
- Green Street, regia di Paul Meade (2012)[1]
- The Circus of Perseverance, regia di Philip Doherty (2013)[6]
- Retreat, regia di Bairbre Ni Chaoimh (The New Theatre, Dublino, 2014)[1]
- Shibboleth, regia di Stacey Gregg (Peacock Theatre, Dublino, 2015)[5]
- Observe the Sons of Ulster Marching Towards the Somme, regia di Jeremy Herrin (2016)[7]